# Rich Eisen
Pour les articles homonymes, voir Eisen.
Richard « Rich » Eisen (né le 24 juin 1969 à Brooklyn) est un commentateur sportif et animateur de radio américain. Depuis 2003, il travaille pour NFL Network en tant qu'animateur de diverses émissions d'avant-match, de mi-temps et d'après-match et en faisant occasionnellement des commentaires en direct. Il anime également une émission de radio sportive quotidienne et podcast: The Rich Eisen Show. De 1996 à 2003, il a travaillé chez ESPN, notamment en tant qu'animateur de SportsCenter.

## Jeunesse et éducation
Eisen nait dans le quartier de Brooklyn à New York et a grandi à Staten Island,.
Eisen étudie à l'université du Michigan, où il a été co-éditeur de la section des sports du Michigan Daily et membre de la fraternité Pi Kappa Phi. Il a obtenu un baccalauréat ès arts en 1990. En 1994, il a obtenu une maîtrise ès sciences en journalisme à la Medill School of Journalism de l'université Northwestern.

## Carrière dans la radiodiffusion

### Débuts (1990-1996)
Eisen est d'abord rédacteur pour le Staten Island Advance de 1990 à 1993, puis pour le Chicago Tribune en 1993 et 1994. Il est ensuite présentateur sportif et reporter pour KRCR-TV à Redding entre 1994 et 1996. Il travaille à la télévision en tant que correspondant à Washington pour Medill News Service (1994).

### ESPN (1996–2003)
Avant de travailler pour NFL Network, il travaille pour ESPN. Il fait alors partie d'un duo avec Stuart Scott, où il s'est fait connaître pour son humour, notamment ses imitations du commentateur des Braves d'Atlanta, Skip Caray. Eisen est également l'animateur de l'émission de téléréalité d'ESPN, Beg, Borrow &amp; Deal. Pour ESPN Radio, il est l'animateur d'ESPN Radio pour la Ligues majeures de baseball et l'invité du Tony Kornheiser Show et du Dan Patrick Show. En dehors du monde du sport, Eisen anime l'émission Domino Day sur ABC.
Parmi les réalisations notables d'Eisen chez ESPN, on compte l'annonce de la retraite du frappeur de St. Louis Mark McGwire en 2001 sur SportsCenter. Quelques jours plus tard, il interview McGwire pour expliquer sa décision.

### NFL Network (2003–présent)
Rich Eisen est le premier présentateur à intégrer NFL Network en juin 2003. Il est l'animateur principal de NFL Total Access, l'émission phare du réseau, jusqu'en août 2011. Eisen signe un nouveau contrat à long terme avec NFL Network en 2010 et devient l'animateur de NFL GameDay Morning, la première émission d'avant-match diffusée sur NFL Network. Eisen reste également l'animateur de NFL GameDay Highlights, ainsi que des émissions d'avant-match, de mi-temps et d'après-match de Thursday Night Football. Il assure la couverture spéciale sur place d'événements de la ligue tels que le match d'ouverture, les événements autour du Pro Football Hall of Fame, la NFL Scouting Combine, la draft et le Super Bowl.

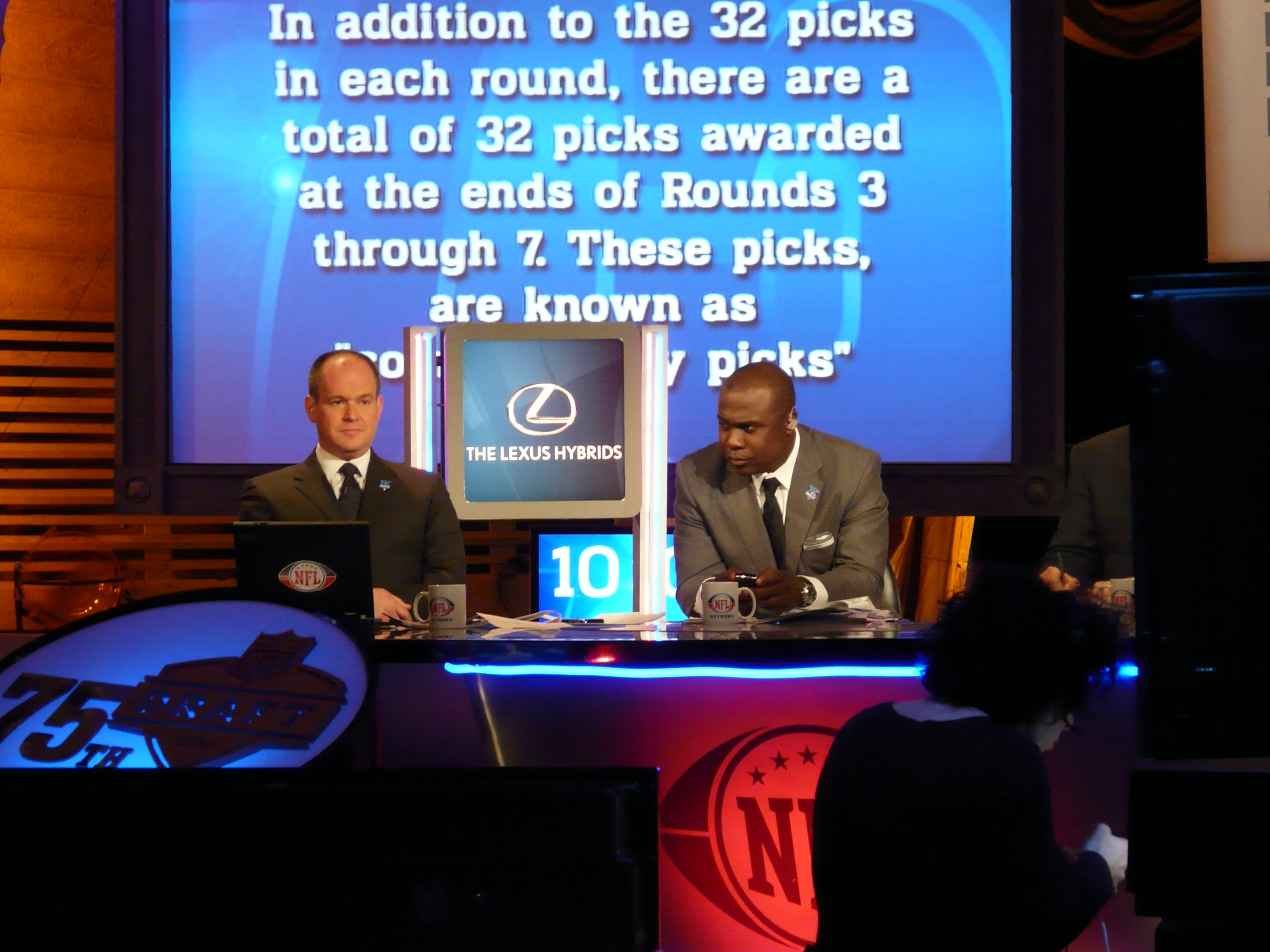
Eisen (à gauche) et Marshall Faulk lors de la draft de la NFL en 2010

En 2010, Eisen lance « The Rich Eisen Podcast », le premier podcast de NFL.com. Ce podcast hebdomadaire, accueille des invités du monde du sport et du divertissement qui parlent de football américain et des dernières actualités. Eisen anime son émission de radio sportive diffusée à l'échelle nationale avec Chris Brockman, Michael Del Tufo et TJ Jefferson.
En novembre 2012, le premier spécial de l'action de grâce d'Eisen a été diffusé sur le NFL Network avec une variété d'invités célèbres parlant principalement de sport et d'actualité,.
En 2005, Terrell Davis met Eisen au défi de participer au sprint de 40 yards au NFL Scouting Combine. Depuis, Eisen le court chaque année, vêtu d'un costume. Son meilleur temps est de 5,94, fait en 2016.
Eisen a transformé son sprint annuel en une campagne caritative « #RunRichRun » qui collecte des fonds pour l'hôpital pédiatrique St. Jude. Sa campagne a permis de récolter plus de 5,2 millions de dollars. Pour son travail, il a reçu le prix Pat Summerall en 2017. Un graphique inspiré de l'une de ses courses est devenu la marque de fabrique de son émission de radio et de télévision en semaine.

### The Rich Eisen Show(2014–présent)
Le 6 octobre 2014, Eisen a lancé une nouvelle émission de radio et de télévision sportive, The Rich Eisen Show. L'émission es diffusée en direct depuis les studios de DirecTV à El Segundo sur Audience Network  et NFL Now.
Le 3 novembre 2014, l'émission est reprise par Fox Sports Radio et diffusée quotidiennement de midi à 15 heures. Eisen reprend alors la plage horaire de Jay Mohr.
Début mars 2020, la diffusion de l'émission a été transférée d'Audience vers YouTube en raison de la fermeture imminente d'Audience. NBCSN, puis Peacock, le service de streaming de NBC, ont repris l'émission plus tard en 2020. Le programme a de nouveau été transféré sur Roku Channel en septembre 2022.
Lorsque l'émission est déplacée vers la chaîne Roku, elle a également été déplacée vers un nouvel emplacement sur la radio par satellite Sirius XM et le streaming Internet, après plusieurs années sur NBC Sports Audio.
En mai 2025, des rapports ont fait surface selon lesquels Eisen était sur le point de conclure un accord pour déplacer l'émission de Roku vers ESPN Radio, confirmé plus tard par ESPN,. Officiellement annoncée en juillet 2025, l'émission audio est déplacée vers la plage horaire de 12h00 d'ESPN Radio à partir du 2 septembre 2025. L'émission vidéo est diffusée en continu sur ESPN+, Disney+ et le prochain service de streaming direct au consommateur d'ESPN,.
En 2022, l'émission a été nominée pour le Outstanding Studio Show aux Sports Emmy Awards.

### Autres médias
Eisen est l'animateur de la série de téléréalité originale de TNT, The Great Escape, qui a débuté le 24 juin 2012 et a été annulée en octobre 2012.
En 2012 et 2014, Eisen joue son propre rôle dans deux épisodes de The League. En 2014, il fait de même dans le film Draft Day. De 2015 à 2017, Eisen joue un rôle récurrent dans la sitcom de CBS The Odd Couple, incarnant le rival de la personnalité fictive de la radio sportive Oscar Madison (joué par Matthew Perry).
Depuis 2016, Eisen est apparu dans plusieurs épisodes de la série télévisée @midnight sur Comedy Central. En février 2018, il co-anime, avec Rebecca Romijn, l'émission The American Rescue Dog Show sur The Hallmark Channel.
En 2020, Eisen et The Rich Eisen Show sont présentés dans Madden NFL 21: Face of The Franchise.
En 2022, Eisen est invité à jouer dans cinq épisodes de la série télévisée Disney The Mighty Ducks: Game Changers .
En 2024, Eisen et son émission sont parodiés par Jerry Seinfeld et Colin Jost dans un numéro comique de Weekend Update de Saturday Night Live. Peu de temps après, Eisen a fait l'introduction pour The Roast of Tom Brady sur Netflix. 

## Vie personnelle
Eisen est de confession juive. En 2003, Eisen épouse Suzy Shuster, ancienne journaliste de football américain universitaire pour ESPN sur ABC. Ils ont deux fils et une fille. Ils vivent près de Coldwater Canyon, à Beverly Hills, en Californie.
Eisen écrit le livre Total Access, publié en 2007. En 2012, il lance le mouvement « Punters Are People Too » après que Bryan Anger ait été repêché par les Jaguars de Jacksonville au troisième tour de la draft de la NFL de 2012.
Il est un fan de longue date des Jets de New York, des Yankees de New York et des Wolverines du Michigan.